# Caesiumacetat
Caesiumacetat ist das Caesiumsalz der Essigsäure mit der Konstitutionsformel CH3COOCs oder auch in der anorganischen Salzschreibweise Cs(CH3COO).

## Gewinnung und Darstellung
Caesiumacetat kann durch Salzbildungsreaktion aus Caesiumhydroxid und Essigsäure hergestellt werden.
{\displaystyle {\ce {CsOH + CH3COOH -> CH3COOCs + H2O}}}
Ebenso ist die Synthese aus Caesiumcarbonat und Essigsäure unter Entwicklung von Kohlendioxid möglich.
{\displaystyle {\ce {Cs2CO3 + 2CH3COOH -> 2CH3COOCs + CO2 ^ + H2O}}}

## Eigenschaften
Wasserfreies Caesiumacetat kristallisiert im hexagonalen Kristallsystem in der Raumgruppe P6/m (Raumgruppen-Nr. 175) mit den Gitterparametern a = 1488,0 pm und c = 397,65 pm. In der Elementarzelle befinden sich sechs Formeleinheiten.
Die thermische Zersetzung von Caesiumacetat ist bei 450 °C abgeschlossen. Als Endprodukt entsteht Caesiumoxid.

## Verwendung
Caesiumacetat findet als Reagens bei der Perkin-Reaktion Verwendung, wo es das sonst übliche Natriumacetat ersetzen kann.